# House of Worth
House of Worth var et fransk modehus, der producerede luksusvarer. Det var specialiseret i haute couture, ready-to-wear og parfume. Historisk var modehuset grundlag ti 1858 af designeren Charles Frederick Worth. Det fortsatte med at fungere under arvinger frem til 1952 indtil det blev nedlagt i 1956. I 1999 blev House of Worth genoplivet.

## Galleri
- Aftenkjole af Charles Frederick Worth, 1862-1865
- Portræt af kejserinde Elisabeth af Østrig-Ungarn iført en galakjolde designet af Charles Frederick Worth, 1865
- Aftenkjolde designet af Charles Frederick Worth, 1887
- Tidligt hof-beklædning fra 1900'erne designet af Jean-Philippe Worth
- Portræt af Mary Curzon oført påfuglekjole designet af Jean-Philippe Worth i 1903.